# Wahlen 1978
◄◄ | ◄ | 1974 | 1975 | 1976 | 1977 | Wahlen 1978 | 1979 | 1980 | 1981 | 1982 | ► | ►►

Weitere Ereignisse
Die Liste der Wahlen 1978 umfasst Parlamentswahlen, Präsidentschaftswahlen, Referenden und sonstige Abstimmungen auf nationaler und subnationaler Ebene, die im Jahr 1978 weltweit abgehalten wurden.

## Termine
| Land                    | Datum               | Link zur Wahl 1978                                                      | Link zur vorigen Wahl | Bemerkungen                                       |
| ----------------------- | ------------------- | ----------------------------------------------------------------------- | --------------------- | ------------------------------------------------- |
| Liechtenstein           | 2. Februar          | Landtagswahl in Liechtenstein                                           | 1974                  |                                                   |
| Sudan                   | 2.–11. Feb.         | Parlamentswahl im Sudan                                                 |                       | [ 1 ]                                             |
| Costa Rica              | 5. Februar          | Parlamentswahl in Costa Rica                                            | 1974                  | [ 2 ]                                             |
| Paraguay                | 12. Februar         | Parlamentswahl in Paraguay                                              |                       | [ 3 ]                                             |
| Monaco                  | 15. Februar         | Parlamentswahl in Monaco                                                |                       | [ 4 ]                                             |
| Kolumbien               | 26. Februar         | Parlamentswahl in Kolumbien                                             |                       | [ 5 ]                                             |
| Senegal                 | 26. Februar         | Parlamentswahl im Senegal                                               |                       | [ 6 ]                                             |
| Guatemala               | 5. März             | Parlamentswahl in Guatemala                                             |                       | [ 7 ]                                             |
| El Salvador             | 12. März            | Parlamentswahl in El Salvador                                           |                       | [ 8 ]                                             |
| Frankreich              | 12 und 19. März     | Parlamentswahl in Frankreich                                            | 1973                  | [ 9 ]                                             |
| Ghana                   | 30. März            | Referendum in Ghana                                                     |                       |                                                   |
| Philippinen             | 7. April            | Parlamentswahl auf den Philippinen                                      |                       | [ 10 ]                                            |
| Jugoslawien             | 12. April – 10. Mai | Parlamentswahl in Jugoslawien                                           |                       | [ 11 ]                                            |
| Tonga                   | 14. April           | Parlamentswahl in Tonga                                                 |                       | [ 12 ]                                            |
| Israel                  | 19. April           | Präsidentschaftswahl in Israel                                          |                       |                                                   |
| Obervolta               | 30. April           | Parlamentswahl in Obervolta                                             |                       | [ 13 ]                                            |
| Dominikanische Republik | 16. Mai             | Parlamentswahl in der Dominikanischen Republik                          |                       | [ 14 ]                                            |
| Kamerun                 | 28. Mai             | Parlamentswahl in Kamerun                                               |                       | [ 15 ]                                            |
| San Marino              | 28. Mai             | Parlamentswahl in San Marino                                            | 1974                  |                                                   |
| BR Deutschland          | 4. Juni             | Bürgerschaftswahl in Hamburg                                            |                       |                                                   |
| BR Deutschland          | 4. Juni             | Landtagswahl in Niedersachsen                                           |                       |                                                   |
| Island                  | 25. Juni            | Parlamentswahl in Island                                                |                       | [ 16 ]                                            |
| Malawi                  | 30. Juni            | Parlamentswahl in Malawi                                                |                       | [ 17 ]                                            |
| Malaysia                | 8. Juli             | Parlamentswahl in Malaysia                                              |                       | [ 18 ]                                            |
| Sierra Leone            | 12. Juli            | Referendum in Sierra Leone                                              |                       |                                                   |
| Panama                  | 6. August           | Parlamentswahl in Panama                                                |                       | [ 19 ]                                            |
| Vatikanstadt            | 25.–26. Aug.        | Konklave August                                                         |                       |                                                   |
| Brasilien               | 1. September        | Parlamentswahl in Brasilien                                             |                       | [ 20 ]                                            |
| BR Deutschland          | 8. Oktober          | Landtagswahl in Hessen                                                  |                       |                                                   |
| Österreich              | 8. Oktober          | Landtagswahl in der Steiermark                                          | 1974                  |                                                   |
| Österreich              | 8. Oktober          | Landtags- und Gemeinderatswahl in Wien                                  | 1973                  |                                                   |
| BR Deutschland          | 15. Oktober         | Landtagswahl in Bayern                                                  |                       |                                                   |
| Vatikanstadt            | 14.–16. Okt.        | Konklave Oktober                                                        |                       |                                                   |
| Swasiland               | 27. Oktober         | Parlamentswahl in Swasiland                                             |                       | [ 21 ]                                            |
| Österreich              | 5. November         | Volksabstimmung über die Inbetriebnahme des Kernkraftwerkes Zwentendorf |                       |                                                   |
| Färöer                  | 7. November         | Løgtingswahl                                                            | 1974                  |                                                   |
| Vereinigte Staaten      | 7. November         | Wahl zum Senat der Vereinigten Staaten                                  | 1976                  |                                                   |
| Vereinigte Staaten      | 7. November         | Wahl zum Repräsentantenhaus der Vereinigten Staaten                     | 1976                  |                                                   |
| Albanien                | 12. November        | Parlamentswahl in Albanien                                              |                       | [ 22 ]                                            |
| Brasilien               | 15. November        | Parlamentswahl in Brasilien                                             |                       | [ 23 ]                                            |
| Italien                 | 19. November        | Landtagswahl in Südtirol                                                | 1973                  |                                                   |
| Neuseeland              | 25. November        | Parlamentswahl in Neuseeland                                            |                       | [ 24 ]                                            |
| Venezuela               | 3. Dezember         | Parlamentswahl in Venezuela                                             |                       | [ 25 ]                                            |
| Komoren                 | 8. und 15. Dez.     | Parlamentswahl auf den Komoren                                          |                       | erste Parlamentswahl nach der Unabhängigkeit 1975 |
| Sambia                  | 12. Dezember        | Parlamentswahl in Sambia                                                |                       |                                                   |
| Südkorea                | 12. Dezember        | Parlamentswahl in Südkorea                                              |                       | [ 27 ]                                            |
| Südjemen                | 16.–18. Dez.        | Parlamentswahl im Südjemen                                              |                       | [ 28 ]                                            |
| Belgien                 | 17. Dezember        | Parlamentswahl in Belgien                                               |                       | [ 29 ]                                            |
| Belgien                 | 17. Dezember        | Wahl des Rats der deutschen Kulturgemeinschaft                          | 1977                  |                                                   |